# آنکارانانا
آنکارانانا (به لاتین: Ankaranana) یک منطقهٔ مسکونی در ماداگاسکار است که در سوآناندریان واقع شده‌است. آنکارانانا ۸٬۰۰۰ نفر جمعیت دارد و ۱٬۰۵۴ متر بالاتر از سطح دریا واقع شده‌است.